# 本·戴維斯 (電影攝影師)
本杰明·V·戴維斯（英語：Benjamin V. Davis，1961年9月6日—）是一个英国电影摄影师，現在主要與導演马修·沃恩合作。
他的有參與的電影包括：《特攻聯盟》（2010年）和漫威电影宇宙的电影《銀河守護隊》（2014年）、《復仇者聯盟2：奧創紀元》（2015年）、《奇異博士》（2016年）、《驚奇隊長》（2019年）、金牌特務：金士曼起源（2021年）和《永恆族》（2021年）。

## 職業生涯
本杰明·戴維斯的职业生涯開始在Samuelsons工作室，在此期间，他曾与比利·威廉斯、道格拉斯·洛康姆和罗杰·狄金斯其事。他的第一部作品是2002年英国电影《Miranda》。

## 個人生活
他的父亲是电影摄影师和摄影师操作员Mike Davis。他与作家兼导演卡米尔·格里芬（Camille Griffin），兩人共育有五名子女，其中儿子羅曼·格里芬·戴維斯是一位童星演员。

## 攝影作品
| † | 代表電影並未上映 |

| 年份 | 電影                      | 導演                   | 備注                                                |
| ---- | ------------------------- | ---------------------- | --------------------------------------------------- |
| 2002 | 《巴黎戰火》              | 馬克·繆登              |                                                     |
| 2004 | 《雙面任務》              | 馬修·范恩              | 第一次與馬修·范恩合作，兩人總共合作四次             |
| 2005 | 《新娘向後跑》            | 歐·帕克                |                                                     |
| 2007 | 《人魔崛起》              | 彼得·韋伯              |                                                     |
| 2007 | 《星塵傳奇》              | 馬修·范恩              |                                                     |
| 2007 | 《處女地》                | 大衛·勒蘭              |                                                     |
| 2008 | 《永恆之門》              | 傑拉德·麥莫羅          |                                                     |
| 2008 | 《烈燄情人》              | 莎朗·麥奎爾            |                                                     |
| 2010 | 《特攻聯盟》              | 馬修·范恩              |                                                     |
| 2010 | 《塔瑪拉小姐》            | 史蒂芬·佛瑞爾斯        |                                                     |
| 2010 | 《特務謎雲》              | 約翰·麥登              |                                                     |
| 2011 | 《金盞花大酒店》          | 約翰·麥登              |                                                     |
| 2011 | 《現代驅魔師》            | 麥克·哈夫斯強          |                                                     |
| 2012 | 《瘋狗綁票令》            | 馬丁·麥多納            | 第一次與馬丁·麥多納合作，兩人總共合作三次           |
| 2012 | 《怒戰天神》              | 強納森·李伯斯曼        |                                                     |
| 2013 | 《一年之癢》              | 丹·梅澤                |                                                     |
| 2014 | 《往下跳》                | 帕斯卡爾·肖梅伊        |                                                     |
| 2014 | 《別相信任何人》          | 羅文·約菲              |                                                     |
| 2014 | 《銀河守護隊》            | 詹姆斯·岡恩            | 五次拍攝漫威电影之中的第一次                        |
| 2015 | 《復仇者聯盟2：奧創紀元》 | 喬斯·溫登              |                                                     |
| 2016 | 《奇異博士》              | 史考特·德瑞森          |                                                     |
| 2016 | 《天才柏金斯》            | 麥可·格蘭德奇          |                                                     |
| 2017 | 《廣告牌殺人事件》        | 馬丁·麥多納            | 提名 – 英国电影学院奖最佳攝影 提名 – 衛星獎最佳攝影 |
| 2019 | 《驚奇隊長》              | 安娜·波頓與瑞安·弗雷克 |                                                     |
| 2019 | 《小飛象》                | 蒂姆·伯顿              |                                                     |
| 2021 | 《哭泣的男人》            | 克林·伊斯威特          |                                                     |
| 2021 | 《金牌特務：金士曼起源》  | 馬修·范恩              |                                                     |
| 2021 | 《永恆族》                | 趙婷                   |                                                     |
| 2022 | 《伊尼舍林的女妖》        | 馬丁·麥多納            | 聖路易斯蓋特威影評人協會獎 最佳攝影                 |
| 2022 | 《我的警察先生》          | 麥可·格蘭德奇          |                                                     |
| 2023 | 《鬧劇謎案》              | 西亞·夏拉克            |                                                     |
| 2024 | 《獵人克萊文》            | J·C·錢德爾             |                                                     |